# Prime Time NFL Football starring Deion Sanders
Prime Time NFL Football starring Deion Sanders est un jeu vidéo de football américain sorti en 1996 sur Mega Drive. Le jeu a été développé par Spectacular Games et édité par Sega.
Une version 32X aurait été prévue mais n'est jamais sortie.